# Shelly Martínez
Shelly Leonor Martínez (* 9. Februar 1980 in Chino, Kalifornien) ist ein mexikanisch-amerikanisches Model, Schauspielerin, Wrestlerin und Valet.

## Leben

### Anfänge
Ihre Wrestling-Karriere startete Martínez im Dezember 2000, als sie unter dem Ringnamen Desire in der US-amerikanischen Independent-Szene antrat. Hauptsächlich wurde sie im Raum Südkalifornien verpflichtet.
Im Juli 2002 wurde von der Promotion Empire Wrestling Federation (EWF) beschlossen, Martínez in das Titelgeschehen um die Tag-Team-Titel der Liga einzubinden und man brachte sie mit Threat zusammen.

### World Wrestling Entertainment
Im April 2005 unterschrieb Martínez einen Fördervertrag mit World Wrestling Entertainment und sie debütierte mit dem Ringnamen Shelly bei der damaligen WWE-Entwicklungs-Liga Ohio Valley Wrestling. Dort wurde sie storyline-mäßig erstmals als Managerin diverser Wrestler eingesetzt. So war sie beispielsweise die Ringbegleitung von Aaron Stevens, Paul Burchill und Seth Skyfire.
Im Sommer 2006 wurde Martínez in die WWE übernommen und in den damals neu entstandenen ECW-Brand eingesetzt. Anfänglich bekam sie das Gimmick einer Kartenlegerin und Wahrsagerin. Doch recht schnell wurde sie mit Kevin Thorn zusammengeschlossen und beide traten mit einem Vampir-Gimmick an, wobei sie anfänglich als Vampira auftrat. Unter dem Ringnamen Ariel trat sie am 3. Dezember 2006 bei der einzigen Großveranstaltung des ECW-Brand an, die den traditionsreichen Namen December to Dismember trug und an einem PPV der ehemaligen Promotion Extreme Championship Wrestling angelehnt war. Zusammen mit Kevin Thorn trat sie als aktive Wrestlerin in einem gemischten Tag-Team-Match an. Ihre damaligen Gegner waren Mike Knox und Kelly Kelly, die mit diesem Match als aktive Wrestlerin bei der WWE eingeführt wurde. Kurz danach wurde das Team Thorn-Ariel aufgelöst und Martínez kaum noch eingesetzt.

### Total Nonstop Action Wrestling / Independent
So unterschrieb Martínez infolgedessen im Sommer 2007 einen Ein-Jahres-Vertrag bei Total Nonstop Action Wrestling, wo sie nun unter dem Ringnamen Selinas antrat. Sie wurde dort sowohl als aktive Wrestlerin als auch als Valet eingesetzt. So war sie unter anderem die Ringbegleitung der Wrestler Homicide und Hernandez. Sie verließ TNA anschließend um in Italien einen Film zu drehen.
Seit Ablauf ihres TNA-Vertrages tritt Martínez seit 2008 erneut in der internationalen Independent-Szene als aktive Wrestlerin sowie als Ringbegleitung von Kevin Thorn auf und verwendet aktuell den Ringnamen Shelly Martínez. Als Ariel errang sie bis dato ihren einzigen Titel, als sie am 9. März 2008 Alexxis Nevaeh um die World Women’s Championship der Promotion New England Championship Wrestling besiegen und diese für die Dauer von 517 Tage halten durfte.
Ab 2010 trat sie bei Championship Wrestling from Hollywood sowie bei Combat Zone Wrestling an. Außerdem folgten Auftritte für  Women Superstars Uncensored  sowie 2016 bei One Night Only: Knockouts Knockdown 4 für TNA. Im Mai 2017 erklärte sie ihren Rücktritt vom Wrestling.

## Filmkarriere
Shelly Martinez trat in diversen Pin-Up-, Strip-, Catfight- sowie Softcore-Filmen und Videos auf. Daneben spielte sie in diversen Horrorfilmen mit. 2007 nahm sie erfolglos an der Castingshow The Search for the Next Elvira auf Fox Reality teil. 2008 trat sie im Mötley-Crüe-Video Saints of Los Angeles auf und 2011 im Smashing Pumpkins-Clip zu Owata.

## Erfolge
- New England Championship Wrestling

- 1× NECW World Women’s Champion

## Filmografie
- 2002: Professional Wrestling: Tricks of the Trade (Fernsehfilm)
- 2005: Dead Things
- 2007: Notorious Jewel De'Nyle and Shelly Martinez
- 2007: The Search for the Next Elvira (Fernsehserie)
- 2008: Silent Night Bloody Night (Kurzfilm)
- 2009: Porn Shoot Massacre
- 2009: The Scream
- 2009: Shadow Dancers Special Edition: Naked Dancing Girls – Both Sides of the Screen
- 2009: The Rotation (Kurzfilm)
- 2010: How Weed Won the West (Dokumentarfilm)
- 2011: Otawa (Musikvideo Smashing Pumpkins)
- 2011: Sketchers Comedy Special
- 2013: Extreme Championship Comedy Takeover
- 2013: Speed Dragon
- 2016: Trump Punisher (Kurzfilm)
- 2016: DaZe: Vol. Too (sic) – NonSeNse
- 2017: The Eliminadora (Kurzfilm)
- 2018: Middle of the Night
- 2018: The Bachelor Party
- 2019: The Bachelor Party: It's a Wonderful Lifestyle (The Rise of Showstopper)